# Santa Rosa de Osos
Santa Rosa de Osos – miasto w Kolumbii, w departamencie Antioquia.